# The Expanse
The Expanse – amerykański serial science fiction w konwencji space opera, opracowany przez Marka Fergusa i Hawka Ostby'ego. Serial jest adaptacją cyklu powieści „Expanse”, autorstwa Jamesa S.A. Coreya, pseudonimu autorów Daniela Abrahama i Ty Francka, którzy służą również jako scenarzyści i producenci serialu.
Serial osadzony jest w przyszłości, w której ludzkość skolonizowała Układ Słoneczny. Opowiada historię grupy bohaterów: Chrisjen Avasarali, członkini Rady Bezpieczeństwa Narodów Zjednoczonych (Shohreh Aghdashloo); Josephusa Millera, detektywa policyjnego (Thomas Jane); Jamesa Holdena, oficera statku (Steven Strait) i jego załogi — którzy nieświadomie znajdują się na centrum spisku zagrażającemu kruchemu stanowi zimnej wojny oraz kryzysów wywołanych przez nowo odkrytą obcą technologię.
The Expanse jest emitowany od 14 grudnia 2015 roku przez Sci Fi.
11 maja 2018 roku, stacja Sci Fi ogłosiła zakończenie produkcji serialu po trzech seriach. W dniu 22 maja 2018, serial został przejęty przez Amazon Prime Video.

## Fabuła
Akcja serialu dzieje się w przyszłości za około 200 lat. Ludzkość skolonizowała Układ Słoneczny. Nad Ziemią władzę sprawują Narody Zjednoczone, zaś Mars stał się potęgą militarną. Potrzebne do życia środki pozyskiwane są z pasa asteroid. Trzy nacje od lat są na skraju wojny.
Fabuła skupia się na Jimie Holdenie i Josephusie Aloisusie Millerze. Holden jest zastępcą dowódcy statku Canterbury, który zajmuje się holowaniem brył lodu z Pierścienia Saturna do stacji Pasa. Holden z załogą w trakcie jednej z wypraw odbiera sygnał SOS. Wyrusza między innymi z Naomi Nagatą, Alexem Kamalem i Amosem Burtonem, by sprawdzić, co stało się na statku, który go wysłał. Na miejscu okazuje się, że wewnątrz doszło do tajemniczej katastrofy, która może zagrozić też ekipie ratunkowej. Załoga ucieka, jednak nim dociera do swojego statku, Canterbury zostaje zniszczony.
W międzyczasie detektyw Miller dostaje zlecenie: ma znaleźć pewną zaginioną dziewczynę. Szukając jej, stopniowo odkrywa, że dziewczyna może być kluczem do zrozumienia potężnej intrygi. Układowi Słonecznemu grozi wojna.

## Obsada

### Główna
- Thomas Jane jako Josephus „Joe” Aloisus Miller (sezon 1 i 2)[4]
- Steven Strait jako James „Jim” Holden[5]
- Dominique Tipper jako Naomi Nagata[6]
- Cas Anvar jako Alex Kamal (sezony 1–5)[6]
- Wes Chatham jako Amos Burton[6]
- Paulo Costanzo jako Shed Garvy (sezon 1)[6]
- Shohreh Aghdashloo jako Chrisjen Avasarala[5]
- Florence Faivre jako Juliette „Julie” Andromeda Mao (sezon 1 i 2)[7]
- Shawn Doyle jako Sadavir Errinwright (sezony 1–3)
- Frankie Adams jako Bobbie Draper (sezony 2–6)[8]
- Cara Gee jako Camina Drummer (sezony 4–6; rola drugoplanowa sezony 2–3)[9],
- Keon Alexander jako Marco Inaros (sezony 5–6; rola drugoplanowa sezon 4)
- Jasai Chase-Owens jako Filip Inaros (sezony 5–6; rola gościnna sezon 4)
- Nadine Nicole jako Clarissa Melpomene Mao (sezony 5–6; rola gościnna sezon 4; rola drugoplanowa sezon 3[10])

### Drugoplanowe role
- Chad Coleman jako Fredrick „Fred” Lucius Johnson
- Jay Hernández jako Dmitri Havelock[6]
- Jared Harris jako Anderson Dawes
- Nick Tarabay jako Coyter (seria 2)[11]
- Elizabeth Mitchell jako Anna Volovodov (seria 3)[12]

## Odcinki
| Sezon | Sezon | Odcinki | Na podstawie           | Data emisji/dostępu VOD | Data emisji/dostępu VOD | Data emisji/dostępu VOD | Data dostępu VOD | Data dostępu VOD | Data dostępu VOD          |
| Sezon | Sezon | Odcinki | Na podstawie           | Premiera                | Finał                   | Dystrybucja             | Premiera         | Finał            | Dystrybucja               |
| ----- | ----- | ------- | ---------------------- | ----------------------- | ----------------------- | ----------------------- | ---------------- | ---------------- | ------------------------- |
|       | 1     | 10      | Przebudzenie Lewiatana | 14 grudnia 2015         | 2 lutego 2016           | Sci Fi                  | 3 listopada 2016 | 3 listopada 2016 | Netflix Polska            |
|       | 2     | 13      | Wojna Kalibana         | 1 lutego 2017           | 19 kwietnia 2017        | Sci Fi                  | 8 września 2017  | 8 września 2017  | Netflix Polska            |
|       | 3     | 13      | Wrota Abaddona         | 11 kwietnia 2018        | 27 czerwca 2018         | Sci Fi                  | 8 lutego 2019    | 8 lutego 2019    | Amazon Prime Video Polska |
|       | 4     | 10      | Gorączka Ciboli        | 12 grudnia 2019         | 12 grudnia 2019         | Amazon Prime Video      | 13 grudnia 2019  | 13 grudnia 2019  | Amazon Prime Video Polska |
|       | 5     | 10      | Gry Nemezis            | 15 grudnia 2020         | 2 lutego 2021           | Amazon Prime Video      | 16 grudnia 2020  | 3 lutego 2021    | Amazon Prime Video Polska |
|       | 6     | 6       | Prochy Babilonu        | 10 grudnia 2021         | 14 stycznia 2022        | Amazon Prime Video      | 10 grudnia 2021  | 14 stycznia 2022 | Amazon Prime Video Polska |

## Produkcja
12 kwietnia 2014 roku stacja zamówiła pierwszą serię. Jeszcze przed jej emisją, stacja Sci Fi zamówiła drugą serię.
31 grudnia 2015 roku stacja Sci Fi ogłosiła zamówienie drugiej serii, której emisja rozpoczęła się 1 lutego 2017 roku.
17 marca 2017 roku stacja Sci Fi ogłosiła zamówienie trzeciej serii.
27 lipca 2019 roku platforma Amazon przedłużyła serial o piątą serię.

### Muzyka
Muzykę skomponował Clinton Shorter. Ścieżka dźwiękowa pierwszej serii pod nazwą The Expanse Season 1 – The Original Television Soundtrack, składająca się z dziewiętnastu utworów, została wydana przez Lakeshore Records 20 maja 2016 roku za pośrednictwem iTunes oraz 26 maja 2016 przez Amazon.
W dniu 13 grudnia 2019, jednocześnie ze startem czwartej serii, został wydany 2 płytowy album w wersji winylowej „The Collector’s Edition”.

## Nagrody
Na rozdaniu nagród Hugo w 2017 roku odcinek Leviathan Wakes został uhonorowany nagrodą w kategorii najlepsza prezentacja dramatyczna (krótka forma).